# 久世広当
久世 広当（くぜ ひろまさ、慶長3年（1598年） - 万治3年1月24日（1660年3月5日））は、江戸幕府旗本寄合。久世広宣の長男。兄弟に久世勝宣、久世広之、久世重利、大久保荒之助忠当室など。通称は三四郎。正室は井上正就の娘。子に久世広重、久世広賢、久世広次、娘に内藤重頼室。このほか大久保忠当の娘を養女にしている。
父の跡を継いだ広当は、寛永3年（1626年）に下総国海上郡内500石を弟広之に分与し、新田開墾により7000石余の旗本となった。
寛永7年（1630年）7月21日、岡山藩士河合又五郎が渡辺源太夫を殺害し、旗本の安藤正珍邸に逃げ込む事件が発生した。引渡しを巡り、広当と阿倍正之が仲介役となるが、同じ旗本の誼から安藤に加担し、外様大名と旗本との確執に発展する。幕府の裁定により、広当、安藤、阿倍は、百日間の寛永寺へ寺入りを命ぜられた。
寛永12年（1635年）より万治3年に没するまで、鉄砲組頭となる。その間は、13000坪の間口が狭く奥行きの長い広大な抱屋敷を与えられ、こちらに住んでいた。現在の新大久保駅付近の大久保病院の付近である。